# Tough mudder
Tough Mudder — спортивное мероприятие на выносливость, в котором участники проходят дистанцию 16-19 километров с препятствиями военного типа. Созданное двумя выпускниками Гарвардской школы бизнеса, оно испытывает участников как психологически, так и физически. Препятствия часто играют на человеческих фобиях, таких, как страх огня, воды, электричества или высоты. Главный принцип Tough Mudder — работа в команде, поэтому много препятствий спроектированы так, чтобы побудить участников к сотрудничеству. Каждый претендент должен помочь своим товарищам, пропуская их вперёд или подставляя свое плечо. В среднем только 78% смельчаков финишируют.
Впервые мероприятие Tough Mudder было проведено в США в 2010 году. На сегодняшний день, более 1,3 миллиона человек во всём мире приняли участие в этом событии.

## История
Компания Tough Mudder была основана британцами Уиллом Дином и Гаем Ливингстоном в 2010 году. Дин разработал идею для компании ещё во время учёбы в Гарвардской школе бизнеса, где концепция стала полуфиналистом в ежегодном школьном конкурсе бизнес планов. Дин и Ливингстон впервые провели мероприятие Tough Mudder 2 мая 2010 на горнолыжном курорте Bear Creek близ Аллентауна, штат Пенсильвания. Событие привлекло 4500 участников только благодаря рекламе в социальной сети Facebook.
В 2010 году ещё два мероприятия прошли в Северной Калифорнии и Нью Джерси. В следующем году в Соединённых Штатах было проведено 14 мероприятий. В 2012 году 35 событий произошли в 4 странах мира.
2 мая 2013 года компания Tough Mudder объявила, что достигла отметки в 1 миллион подписчиков с момента создания в 2010 году. В 2013 году компания насчитывала более 700 000 участников, проводя мероприятия в США, Канаде, Великобритании, Австралии и Германии.

## Дистанция
Обычно дистанция в Tough Mudder составляет 16-19 километров и состоит из 20-25 препятствий. При проектировании дистанций учитываются особенности территории, на которой они проводятся. Так, прошедшие события включали в себя дистанции с фермами, беговые трассы и горнолыжные курорты.
Список препятствий также отличается между разными дистанциями, однако несколько препятствий есть практически в каждом мероприятии Tough Mudder:
- Arctic Enema [арктическая клизма] — участники прыгают в контейнер, заполненный ледяной водой, ныряют под перекладину, переграждающую им путь, и выныривает с другой стороны контейнера.
- Electroshock Therapy [шоковая терапия] — участники пробираются по болотистому полю, над которым свисают оголённые провода под напряжением
- Everest [Эверест] — участники бегут по пандусу, покрытому грязью

Менее известные препятствия:
- Berlin Wall [Берлинская стена] — стена, высотой 2-3 метра, которую участники должны перелезть
- Boa Constrictor [Удав] — система труб, расположенных в болоте, через которые пролезают участники
- Walk the Plank — прыжок с большой высоты в холодную воду

## Безопасность
20 апреля 2013, 28-летний Авишек Сенгупта, участник Tough Mudder, проводимой в Джерардстауне, Западная Вирджиния, погиб, проходя препятствие «Walk the plank». Очевидцы сообщили шерифу округа Беркли, который расследовал дело, что Авишек был погружён в воду примерно на 5-10 минут. Следователи пришли к выводу, что смерть была результатом несчастного случая и уголовное дело возбуждено не было. Это была первая смерть в истории Tough Mudder.
Заявления, опубликованные компанией Tough Mudder после инцидента, содержали сообщали, насколько важной является безопасность участников. Кроме того, Уилл Дин, генеральный директор компании, подчеркнул, что мероприятия Tough Mudder приблизительно в 20 раз безопаснее, чем триатлон.

## Благотворительность
Tough Mudder поддерживает благотворительность на каждой из территорий, где она проводится, в частности, призывает участников собирать средства на поддержку ветеранов.
Другие благотворительные проекты, в которых участвует компания:
- Wounded Warrior Project
- Wounded Warriors Canada
- Help for Heroes
- Legacy

## Партнёры
Tough Mudder является партнёром многих известных компаний.
Партнёры по США:
- Under Armour
- Oberto
- Degree
- Bic
- Wheaties
- Dos Equis
- MedPrep Consulting Group LLC
- Advil
- CamelBak